# Lu Wen
Lu Wen (26 de fevereiro de 1990) é uma basquetebolista profissional chinesa.

## Carreira
Lu Wen integrou a Seleção Chinesa de Basquetebol Feminino na Rio 2016, terminando na décima colocação.